# 紐倫堡玩具博物館
紐倫堡玩具博物館（德語：Spielzeugmuseum Nürnberg）是位於德國城市紐倫堡的一座博物館。博物館創建於1971年，以玩具為展覽主題。博物館位於一座中世紀建築內。可以欣賞到1300年左右的秘魯人偶，30平方米的鐵道模型。

## 外部連結
- Spielzeugmuseum Nürnberg （页面存档备份，存于）
- Rückblick – 30 Jahre Spielzeugmuseum – pdf （页面存档备份，存于） (40 kB)
- Suchfunktion in der Datenbank （页面存档备份，存于） bei vino-online.net